# Frank Henry
Frank Sherman Henry (Cambridge, 15 de diciembre de 1909-Chesterfield, 25 de agosto de 1989) fue un jinete estadounidense que compitió en las modalidades de doma y concurso completo. Participó en los Juegos Olímpicos de Londres 1948, obteniendo tres medallas, una de oro y dos de plata.

## Palmarés internacional
| Juegos Olímpicos | Juegos Olímpicos      | Juegos Olímpicos | Juegos Olímpicos |
| Año              | Lugar                 | Medalla          | Categoría        |
| ---------------- | --------------------- | ---------------- | ---------------- |
| 1948             | Londres (Reino Unido) | Medalla de oro   | Por equipos      |
| 1948             | Londres (Reino Unido) | Medalla de plata | Individual       |

| Juegos Olímpicos | Juegos Olímpicos      | Juegos Olímpicos | Juegos Olímpicos |
| Año              | Lugar                 | Medalla          | Categoría        |
| ---------------- | --------------------- | ---------------- | ---------------- |
| 1948             | Londres (Reino Unido) | Medalla de plata | Por equipos      |